# 約克王朝

約克王朝和后来约克郡的标志是一朵白色的玫瑰

約克王朝（英語：House of York）是英格兰的一个王朝，该王朝于15世纪后半叶与兰开斯特王朝争夺王位，其起因在于约克王朝和兰开斯特王朝均是金雀花王朝的旁支，最后这场争夺导致了玫瑰战争。战争命名的原因是两个王朝的家徽上均有一朵玫瑰：约克王朝的是一朵白玫瑰，兰开斯特王朝的是一朵红玫瑰。

## 歷史
約克王朝是1385年建立的，当时爱德华三世的第四个儿子兰利的埃德蒙被封为约克公爵。亨利六世在位时，约克公爵三世金雀花的理查提出他应该是真正的英格兰国王。亨利六世是爱德华三世的三子冈特的约翰的孙子，也是兰开斯特王朝的首领。金雀花的理查要求王位的理由是他的舅舅埃德蒙·莫提梅作为爱德华三世次子克拉伦斯公爵莱奥内尔独生女菲利帕的长孙，可能曾被理查二世立为继承人。埃德蒙·莫提梅无子，他死后他的继承权就合理地落到了他姐姐安娜·莫提梅的儿子，即金雀花的理查的头上了，因此他金雀花的理查作为王位继承人比亨利六世更加合理。最后金雀花的理查与亨利达成了一个协议，在这个协议中亨利承认理查的王位合理性，而理查则承认亨利六世是当时的在位国王，他不希望在位国王被废黜，亨利死后約克王朝继承王位。英格兰议会批准了这个协议。
但并非所有兰开斯特王朝的人都同意这个协议，尤其亨利六世的王后安茹的玛格丽特希望她的儿子、威尔士亲王西敏的爱德华继承王位。1455年玛格丽特建立了一支军队来达到她的目的，这样玫瑰战争就开始了。1460年金雀花的理查在韦克菲尔德战役中阵亡，他的长子爱德华四世于1461年继位，成为約克王朝的第一位国王，但是战争还在继续。
1483年爱德华四世去世，他十二岁的儿子爱德华五世登上王位，但是他们的叔叔理查将爱德华五世和他的弟弟关入伦敦塔，1483年6月26日理查自己登上了王位，成为理查三世，爱德华兄弟从此销声匿迹。1485年8月22日理查三世阵亡，約克王朝败绩，玫瑰战争结束。都铎王朝的亨利七世登上王位。
亨利七世的母系血统来自兰开斯特家族的庶支、被合法化但没有王位继承权的博福特家族。为了巩固他的王位，他与約克王朝的女继承人、爱德华四世的长女伊丽莎白结婚，并将约克王朝也是金雀花王朝最后的男嗣、理查三世的哥哥克拉伦斯公爵乔治的儿子第十七代沃里克伯爵爱德华囚禁于伦敦塔。虽然通过这个婚姻两家成为亲家，但是两家之间的争吵依然继续。约克家族的残余分子也称自己为合法的国王，如被理查三世立为继承人的外甥第一代林肯伯爵约翰·德拉波尔就以拥立冒充沃里克的兰伯特·西姆内尔的名义于1487年作乱，他败死后，其弟埃德蒙、理查等仍然图谋复辟；此外还有各种骗子如珀金·沃贝克也试图混水摸鱼。1499年，沃里克被亨利七世处决，约克王朝乃至金雀花王朝再无男嗣。1513年埃德蒙被亨利八世处决，1525年理查战死，之后约克王朝再无积极的王位宣称者。
后来因为都铎王朝女王伊丽莎白一世无嗣，第三代亨廷顿伯爵亨利·黑斯廷斯作为克拉伦斯公爵的女儿一支的继承人曾被认为可能继承王位，但他在女王生前去世，其弟乔治也未被视为继位人选。
約克王朝的国王有：
- 爱德华四世，执政期为1461年至1470年和1471年至1483年
- 爱德华五世：仅在1483年执政
- 理查三世：执政期为1483年至1485年

| 前任： 蘭開斯特王朝 | 英格蘭王國 愛爾蘭王國 1461年-1470年 1471年-1485年 | 繼任： 都铎王朝 |